# Orde de Sant Silvestre
La "Pontifícia Ordre Eqüestre de Sant Silvestre Papa i Màrtir", (llatí Ordo Sanctus Silvestri Papae, italià Ordine di Sant Silvestro Papa), de vegades denominada com a Orde Silvestrina, o l'Orde Pontifícia del Sant Silvestre Papa, és un dels cinc Ordes de Cavalleria atorgats directament pel Papa com Summe Pontífex i cap de l'Església Catòlica i com el Cap d'Estat de la Ciutat del Vaticà.
Va ser instituïda pel Papa Gregori XVI el 31 d'octubre de 1841 i reformada per Sant Pius X el 7 de febrer de 1905.

## Graus i distincions
L'Ordre té quatre classes en divisions civils i militars. Cada receptor pot il·lustrar el seu títol de Cavaller Papal amb la següent lletra nominal, ja que s'enumeren per ordre d'honorabilitat:
- Cavaller / Dama Gran Creu de Primera Classe (GCSS / DCSS)
- Cavaller / Dama Comandant amb Estrella (KC*SS / DC*SS)
- Cavaller / Dama Comandant (KCSS / DCSS)
- Cavaller / Dama (KSS / DSS)

## Obligacions
Els cavallers i dames papals no tenen obligacions específiques en virtut d'haver rebut l'honor personal de la pertinença a una Orde. No obstant això, és habitual que siguin convidats a participar en els principals esdeveniments de la seva diòcesi, com la consagració dels Bisbes, l'ordenació dels sacerdots, i la introducció d'un nou bisbe a la seva diòcesi. En aquestes ocasions formals han de portar l'uniforme de l'Orde.

## Uniforme
L'uniforme oficial és un abric negre adornat amb una fila de botons daurats, vellut negre, coll brodat en or i punys, pantalons amb ratlles d'or i negr, un barret de seda de tres pics bicorne amb una escarapel·la dels colors papals al qual s'afegeix un plomall blanc sempre que s'utilitzi per a un Cavaller Gran Creu, un plomall negre sempre que s'utilitzi per a un comandant, i una espasa. Els Cavallers Gran Creu porten una faixa i una insígnia o un estel al costat esquerre del pit; els Comandants una creu al voltant del coll; i els cavallers una creu més petita al pit esquerre de l'uniforme. L'uniforme té considerablement més brodats per als rangs més alts i fa servir guants blancs.
|          |                    |                                 |                    |
| Cavaller | Cavaller comandant | Cavaller comandant amb estrella | Cavaller Gran Creu |